# 부에노스 아이레스 1977
부에노스 아이레스 1977(Cronica De Una Fuga, Chronicle Of An Escape)은 아르헨티나에서 제작된 아드리안 캐타노 감독의 2006년 스릴러 영화이다. 로드리고 드 라 세르나 등이 주연으로 출연하였고 오스카 크래머 등이 제작에 참여하였다.

## 출연

### 주연
- 로드리고 드 라 세르나
- 파블로 에카리
- 나자레노 카세로
- 라우타로 델가도
- 마티아스 마르로라토

### 조연
- 케사르 알바라신
- 레오나르도 라미레즈

## 제작진
- 미술: 조지 페라리
- 의상: 줄리오 수아레즈
- 배역: 하비에르 브레이어
- 배역: 나탈리아 우루티